# 267 (numero)
Duecentosessantasette (267) è il numero naturale dopo il 266 e prima del 268.

## Proprietà matematiche
- È un numero dispari.
- È un numero composto con 4 divisori: 1, 3, 89, 267. Poiché la somma dei suoi divisori (escluso il numero stesso) è 93 < 267, è un numero difettivo.
- È un numero semiprimo, poiché è il prodotto di due numeri entrambi primi (3 e 89, come da fattorizzazione).
- È parte delle terne pitagoriche (117, 240, 267), (267, 356, 445), (267, 3956, 3965), (267, 11880, 11883), (267, 35644, 35645).
- È un numero fortunato.

## Astronomia
- 267P/LONEOS è una cometa periodica del sistema solare.
- 267 Tirza è un asteroide della fascia principale del sistema solare.

## Astronautica
- Cosmos 267 è un satellite artificiale russo.